# Equipe chinesa na Copa Billie Jean King
A equipe chinesa na Copa Billie Jean King representa a China na Copa Billie Jean King, principal competição de tênis feminina por equipes do mundo. É administrada pela Chinese Taipei Tennis Association.

## História
A China competiu pela primeira vez em 1981. Seu melhor resultado foi a semifinal de 2008.

## Última convocação
Para o Grupo I da Ásia/Oceania de 2023, entre 11 e 15 de abril:
- Zhu Lin
- Yuan Yue
- Zheng Wushang
- Yang Zhaoxuan
- Jiang Xinyu